# Maurice Gardner Composition Competition
La Maurice Gardner Composition Competition è un concorso biennale di composizione che ha come tema la musica per viola. È aperta a compositori di ogni età ed è organizzata dalla American Viola Society, che l'ha istituita nel 2009.

## Concorso
I partecipanti devono sottoporre una propria composizione non ancora pubblicata (in spartito o incisione) che abbia come protagonista la viola, per una durata fino a 15 minuti. È consigliato l'eventuale accompagnamento di pianoforte o di strumenti elettronici, anche se differenti accompagnamenti non vengono comunque esclusi dalla giuria. Le composizioni devono essere sottoposte anonimamente, sia sotto forma di partitura che di incisione, e il compositore mantiene comunque tutti i diritti. La composizione vincente viene eseguita alla Primrose International Viola Competition o all'International Viola Congress, al compositore viene attribuito un premio e viene spesata la partecipazione all'evento di premiazione.

## Vincitori
| Edizione | Anno | Vincitore         | Composizione                   | Esecutori della prima                                                                                | Note  |
| -------- | ---- | ----------------- | ------------------------------ | --- | ----- |
| 1        | 2010 | Rachel Matthews   | Dreams per viola e pianoforte  | Scott Slapin (viola), Rachel Matthews (pianoforte), XXXVIII International Viola Congress, Cincinnati | [ 2 ] |
| 2        | 2012 | Michael Djupstrom | Walimai per viola e pianoforte | Milena Pajaro-van de Stadt (viola), Michael Djupstrom (pianoforte)                                   | [ 3 ] |
| 3        | 2014 |                   |                                | |       |